# أنغور
أنغور هي مدينة ومركز مقاطعة أنغور في ولاية صرخنداريا في أوزبكستان.